# Fäbodasjön
Fäbodasjön är en sjö i Katrineholms kommun i Södermanland och ingår i Nyköpingsåns huvudavrinningsområde. Sjön har en area på 0,108 kvadratkilometer och ligger 52,1 meter över havet. Sjön avvattnas av vattendraget Tisnare Kanal.

## Delavrinningsområde
Fäbodasjön ingår i det delavrinningsområde (652626-152406) som SMHI kallar för Inloppet i Fjälaren. Medelhöjden är 59 meter över havet och ytan är 20,63 kvadratkilometer. Det finns inga avrinningsområden uppströms utan avrinningsområdet är högsta punkten. Tisnare Kanal som avvattnar avrinningsområdet har biflödesordning 3, vilket innebär att vattnet flödar genom totalt 3 vattendrag innan det når havet efter 110 kilometer. Avrinningsområdet består mestadels av skog (79 procent). Avrinningsområdet har 1,5 kvadratkilometer vattenytor vilket ger det en sjöprocent på 7,3 procent.